# Singlovi Taylor Swift
Ovaj članak sadrži singlove Taylor Swift objavljene tijekom njezine glazbene karijere. Uključuje plasmane singlova na glazbenim ljestvicama Sjedinjenih Država (US), Ujedinjenog Kraljevstva (UK), Kanade (CAN), Australije (AUS), Njemačke (DEN), Francuske (FRA), Irske (IRE), Japana (JPN), Novog Zelenda (NZ) i Švedske (SWE).
Američke kantautorica, Taylor Swift, objavila je 56 singlova kao vodeći umjetnik, pet singlova kao istaknuti umjetnik, 19 promotivnih singlova i razne ljestvice nesamostalnih pjesama. Do prosinca 2019. prodala je više od 160 milijuna singlova širom svijeta. Američka udruga zvučne industrije (RIAA) prepoznalo je Swift kao najprodavaniju žensku umjetnicu (i ukupno drugu) u pogledu prodaje digitalnih singlova, sa 134 milijuna certificiranih jedinica na temelju prodaje i streaminga na zahtjev od studenoga 2020.
Swift je debitirala na američkoj ljestvici Hot 100 s "Tim McGraw", vodećim singlom s njezinoga istoimenog debitantskog albuma iz 2006. godine. Treći singl albuma "Our Song" učinio je Swift najmlađom osobom koja je sama napisala i otpjevala pjesmu broj jedan na američkoj ljestvici Billboard Hot Country Songs. Swiftin drugi studijski album, Fearless (2008.), sadržavao je dva međunarodna singla među pet najboljih - "Love Story" i "You Belong with Me" - prvi je Swiftov prvi broj u Australiji. Album je oborio rekord za najviše 100 najboljih 40 unosa u SAD-u, s 13 svojih pjesama koje su dospjele u prvih 40, uključujući pet prvih deset. Njezin treći studijski album Speak Now (2010) sadržavao je četiri najboljih 10 američkih unosa, uključujući singlove "Mine" i "Back to December". Glavni singl s četvrtog studijskog albuma Swift Red (2012.), "We Are Never Ever Getting Back Together", bio je njezin prvi broj jedan u Sjedinjenim Državama i na Novom Zelandu. Album je sadržavao još dva međunarodna top-deset singla: "I Knew You Were Trouble" i "22".
Glavni singl s petoga studijskog albuma 1989 (2014.), "Shake It Off", postao je njezin najveći hit u Sjedinjenim Državama. Vrh na Hot 100 ljestvici držao je četiri tjedna, proveo je gotovo šest mjeseci u prvih deset, a Američa udruga za snimanje (RIAA) certificirao ga je platinastim. Drugi singl, "Blank Space", proveo je sedam tjedana na vrhu američke Hot 100. Ostali singlovi iz 1989. godine uvrstili su tri top deset američkih unosa: broj jedan "Bad Blood", "Style" i "Wildest Dreams". 1989. i Fearless učinili su Swif drugom ženom koja je imala po dva albuma, a svaki je postigao pet ili više deset najboljih pjesama u SAD-u. Peti je američki Hot 100 broj jedan postigla glavnim singlom "Look What You Made Me Do" s njenog šestog studijskog albuma reputation (2017.). Ostali singlovi s albuma bili su "... Ready For It?[neaktivna poveznica]", koji je stigao do prvih pet ljestvica u Australiji i Sjedinjenim Državama, te "Delicate", njegova pjesma s najdužim ljestvicama u Sjedinjenim Državama.
Njezin sedmi studijski album, Lover (2019), sadržavao je tri top-100 unosa iz SAD-a Hot 100: "Me!", "You Need To Calm Down" i "Lover". Svih 18 pjesama Lovera uvrstilo se na Hot 100 u istom tjednu, čime je oborila rekord u najviše istovremenih unosa na ljestvicu od strane umjetnice. Swiftin šesti singl broj jedan na US Hot 100 bio je "cardigan", vodeći singl s njezinoga osmog studijskog albuma Folklore (2020.), zbog čega je postala prva umjetnica koja je debitirala na Billboardu 200 i Hot 100 u istome tjednu. Svih 16 pjesama na albumu debitiralo je na Hot 100 u istom tjednu, čime je oborila rekord u većini istovremenih debija žene. Ostali singlovi s albuma uključuju "exile" i "the 1".

## Singlovi

### 2000.-te
| Godina                                                                 | Singl                    | Ljestvice | Ljestvice | Ljestvice | Ljestvice | Ljestvice | Ljestvice | Ljestvice | Ljestvice | Ljestvice | Ljestvice | Certifikacije                                                                                               | Album                    |
| Godina                                                                 | Singl                    | US        | AUS       | CAN       | FRA       | GER       | IRE       | JPN       | NZ        | SWI       | UK        | Certifikacije                                                                                               | Album                    |
| ---------------------------------------------------------------------- | ------------------------ | --------- | --------- | --------- | --------- | --------- | --------- | --------- | --------- | --------- | --------- | --- | ------------------------ |
| 2006                                                                   | "Tim McGraw"             | 40        | —         | —         | —         | —         | —         | —         | —         | —         | —         | - RIAA: Platinum                                                                                            | Taylor Swift             |
| 2007                                                                   | "Teardrops on My Guitar" | 13        | —         | 45        | —         | —         | —         | —         | —         | —         | 51        | - RIAA: 3× Platinum - MC: Platinum                                                                          | Taylor Swift             |
| 2007                                                                   | "Our Song"               | 16        | —         | 30        | —         | —         | —         | —         | —         | —         | —         | - RIAA: 4× Platinum - MC: Platinum                                                                          | Taylor Swift             |
| 2008                                                                   | "Picture to Burn"        | 28        | —         | 48        | —         | —         | —         | —         | —         | —         | —         | - RIAA: 2× Platinum - MC: Gold                                                                              | Taylor Swift             |
| 2008                                                                   | "Should've Said No"      | 33        | —         | 67        | —         | —         | —         | —         | 18        | —         | —         | - RIAA: Platinum                                                                                            | Taylor Swift             |
| 2008                                                                   | "Change"                 | 10        | —         | —         | —         | —         | —         | —         | —         | —         | —         | - RIAA: Gold                                                                                                | AT&T Team USA Soundtrack |
| 2008                                                                   | "Love Story"             | 4         | 1         | 4         | 16        | 14        | 3         | 3         | 3         | 10        | 2         | - RIAA: 8× Platinum - ARIA: 7× Platinum - BPI: Platinum - IFPI DEN: Gold - MC: 2× Platinum - RMNZ: Platinum | Fearless                 |
| 2008                                                                   | "White Horse"            | 13        | 41        | 43        | —         | —         | —         | —         | —         | —         | 60        | - RIAA: 2× Platinum - ARIA: Gold - MC: Gold                                                                 | Fearless                 |
| 2009                                                                   | "You Belong with Me"     | 2         | 5         | 3         | 32        | —         | 12        | 10        | 5         | 47        | 30        | - RIAA: 7× Platinum - ARIA: 4× Platinum - BPI: Silver - MC: 2× Platinum - RIAJ: Gold - RMNZ: Platinum       | Fearless                 |
| 2009                                                                   | "Fifteen"                | 23        | 48        | 19        | —         | —         | —         | —         | —         | —         | —         | - RIAA: 2× Platinum - MC: Gold                                                                              | Fearless                 |
| 2009                                                                   | "Breathe"                | —         | —         | —         | —         | —         | —         | —         | —         | —         | —         | | Fearless                 |
| "—" oznaka govori kako skladba nema podataka o poziciji na ljestvicama |                          |           |           |           |           |           |           |           |           |           |           | |                          |

### 2010.-te
| Godina                                                                 | Singl                                     | Ljestvice | Ljestvice | Ljestvice | Ljestvice | Ljestvice | Ljestvice | Ljestvice | Ljestvice | Ljestvice | Ljestvice | Certifikacije | Album                   |
| Godina                                                                 | Singl                                     | US        | AUS       | CAN       | FRA       | GER       | IRE       | JPN       | NZ        | SWI       | UK        | Certifikacije | Album                   |
| ---------------------------------------------------------------------- | ----------------------------------------- | --------- | --------- | --------- | --------- | --------- | --------- | --------- | --------- | --------- | --------- | --- | ----------------------- |
| 2010                                                                   | "You're Not Sorry"                        | —         | —         | —         | —         | —         | —         | —         | —         | —         | —         | | Fearless                |
| 2010                                                                   | "Fearless"                                | 9         | —         | 69        | —         | —         | —         | —         | —         | —         | 111       | - RIAA: Platinum | Fearless                |
| 2010                                                                   | "Today Was a Fairytale"                   | 2         | 3         | 1         | —         | —         | 41        | 63        | 29        | —         | 57        | - RIAA: Platinum - ARIA: Platinum | Valentine's Day         |
| 2010                                                                   | "Mine"                                    | 3         | 9         | 7         | —         | —         | 38        | 6         | 16        | 48        | 30        | - RIAA: 3× Platinum - ARIA: 2× Platinum - MC: Gold - RIAJ: Gold - RMNZ: Gold                                                                                                | Speak Now               |
| 2010                                                                   | "Back to December"                        | 6         | 26        | 7         | —         | —         | —         | —         | 24        | —         | —         | - RIAA: 2× Platinum - MC: Gold | Speak Now               |
| 2011                                                                   | "Mean"                                    | 11        | 45        | 10        | —         | —         | —         | —         | —         | —         | —         | - RIAA: 3× Platinum - ARIA: Gold - MC: Gold | Speak Now               |
| 2011                                                                   | "The Story of Us"                         | 41        | 65        | 70        | —         | —         | —         | —         | —         | —         | —         | - RIAA: Platinum | Speak Now               |
| 2011                                                                   | "Sparks Fly"                              | 17        | 97        | 28        | —         | —         | —         | —         | —         | —         | —         | - RIAA: Platinum | Speak Now               |
| 2011                                                                   | "Ours"                                    | 13        | 91        | 68        | —         | —         | —         | —         | —         | —         | 181       | - RIAA: Platinum | Speak Now               |
| 2011                                                                   | "Safe & Sound"                            | 30        | 38        | 31        | —         | —         | —         | —         | 11        | —         | 67        | - RIAA: 2x Platinum | The Hunger Games        |
| 2012                                                                   | "Long Live"                               | —         | —         | —         | —         | —         | —         | —         | —         | —         |           | Speak Now World Tour – Live |                         |
| 2012                                                                   | "Eyes Open"                               | 19        | 47        | 17        | —         | —         | 65        | —         | 6         | —         | 70        | - RIAA: Platinum - RMNZ: Gold | The Hunger Games        |
| 2012                                                                   | "We Are Never Ever Getting Back Together" | 1         | 3         | 1         | 18        | 18        | 4         | 2         | 1         | 16        | 4         | - RIAA: 6× Platinum - ARIA: 5× Platinum - BPI: Platinum - FIMI: Gold - IFPI DEN: Platinum - IFPI SWE: Platinum - RIAJ: Million - MC: Gold - RMNZ: 2× Platinum               | Red                     |
| 2012                                                                   | "Ronan"                                   | 16        | —         | —         | —         | —         | —         | —         | —         | —         | —         | - RIAA: Gold | Singl bez albuma        |
| 2012                                                                   | "Begin Again"                             | 7         | 20        | 4         | —         | —         | 25        | —         | 11        | —         | 30        | - RIAA: Platinum - MC: Gold | Red                     |
| 2012                                                                   | "I Knew You Were Trouble"                 | 2         | 3         | 2         | 3         | 14        | 4         | 51        | 3         | 37        | 2         | - RIAA: 7× Platinum - ARIA: 6× Platinum - BPI: Platinum - IFPI DEN: Gold - IFPI SWE: Gold - MC: 5× Platinum - RIAJ: Gold - RMNZ: 2× Platinum                                | Red                     |
| 2013                                                                   | "22"                                      | 20        | 21        | 20        | —         | 155       | 12        | 53        | 23        | —         | 9         | - RIAA: 3× Platinum - ARIA: 2× Platinum - BPI: Silver - IFPI DEN: Gold - MC: Platinum - RMNZ: Gold                                                                          | Red                     |
| 2013                                                                   | "Highway Don't Care"                      | 22        | 73        | 21        | —         | —         | —         | —         | —         | —         | —         | - RIAA: 2× Platinum | Two Lanes of Freedom    |
| 2013                                                                   | "Red"                                     | 6         | 30        | 5         | —         | 103       | 25        | 43        | 14        | —         | 26        | - RIAA: 2× Platinum - ARIA: Gold | Red                     |
| 2013                                                                   | "Everything Has Changed"                  | 32        | 28        | 28        | —         | —         | 5         | —         | 22        | —         | 7         | - RIAA: 2× Platinum - ARIA: Platinum - BPI: Gold - RMNZ: Gold | Red                     |
| 2013                                                                   | "Sweeter Than Fiction"                    | 34        | 44        | 17        | —         | —         | 38        | —         | 26        | —         | 25        | | One Chance              |
| 2013                                                                   | "The Last Time"                           | —         | —         | 73        | —         | —         | 15        | —         | —         | —         | 25        | | Red                     |
| 2014                                                                   | "Shake It Off"                            | 1         | 1         | 1         | 4         | 6         | 3         | 4         | 1         | 3         | 2         | - RIAA: 9× Platinum - ARIA: 6× Platinum - BPI: 2× Platinum - FIMI: Platinum - IFPI DEN: Gold - IFPI SWE: Platinum - MC: 6× Platinum - RIAJ: 3× Platinum - RMNZ: 3× Platinum | 1989                    |
| 2014                                                                   | "Blank Space"                             | 1         | 1         | 1         | —         | 27        | 4         | 45        | 2         | —         | 4         | - RIAA: 8× Platinum - ARIA: 5× Platinum - BPI: Platinum - FIMI: Gold - MC: 4× Platinum - RMNZ: Platinum                                                                     | 1989                    |
| 2015                                                                   | "Style"                                   | 6         | 8         | 6         | —         | 85        | 38        | 53        | 11        | —         | 21        | - RIAA: 3× Platinum - ARIA: 2× Platinum - BPI: Gold - MC: 2× Platinum - RMNZ: Gold                                                                                          | 1989                    |
| 2015                                                                   | "Bad Blood"                               | 1         | 1         | 1         | —         | 14        | 8         | 20        | 1         | —         | 4         | - RIAA: 5× Platinum - ARIA: 3× Platinum - BPI: Gold - MC: 3× Platinum - RMNZ: Gold                                                                                          | 1989                    |
| 2015                                                                   | "Wildest Dreams"                          | 5         | 3         | 4         | —         | 122       | 39        | —         | 8         | —         | 40        | - RIAA: 3× Platinum - ARIA: 2× Platinum - BPI: Gold - MC: Platinum - RMNZ: Gold                                                                                             | 1989                    |
| 2016                                                                   | "Out of the Woods"                        | 18        | 19        | 8         | 23        | 70        | —         | —         | 6         | —         | 136       | - RIAA: Platinum - ARIA: Gold - MC: Gold | 1989                    |
| 2016                                                                   | "New Romantics"                           | 46        | 35        | 58        | —         | 190       | —         | 90        | —         | —         | 132       | - RIAA: Gold - ARIA: Gold | 1989                    |
| 2016                                                                   | "I Don't Wanna Live Forever"              | 2         | 3         | 2         | 2         | 4         | 4         | —         | 4         | 1         | 5         | - RIAA: 4× Platinum - ARIA: 2× Platinum - BPI: Platinum - BVMI: Platinum - MC: 2× Platinum - RMNZ: Platinum - SNEP: Diamond                                                 | Fifty Shades Darker     |
| 2017                                                                   | "Look What You Made Me Do"                | 1         | 1         | 1         | 12        | 4         | 1         | 7         | 1         | 7         | 1         | - RIAA: 4× Platinum - ARIA: 4× Platinum - BPI: Platinum - BVMI: Gold - MC: 3× Platinum - RMNZ: Gold - SNEP: Gold                                                            | reputation              |
| 2017                                                                   | "...Ready for It?"                        | 4         | 3         | 7         | —         | 20        | 12        | —         | 9         | 32        | 7         | - RIAA: 2× Platinum - ARIA: 2× Platinum - BPI: Gold - MC: 2× Platinum | reputation              |
| 2017                                                                   | "End Game"                                | 18        | 36        | 11        | —         | 130       | 68        | —         | —         | —         | 49        | - RIAA: Platinum - ARIA: Platinum - BPI: Silver - MC: Platinum | reputation              |
| 2017                                                                   | "New Year's Day"                          | —         | —         | —         | —         | —         | —         | —         | —         | —         | —         | | reputation              |
| 2018                                                                   | "Gorgeous"                                | 13        | 9         | 9         | —         | 64        | 18        | 52        | 19        | 41        | 15        | - RIAA: Gold - ARIA: Platinum - BPI: Silver | reputation              |
| 2018                                                                   | "Delicate"                                | 12        | 28        | 20        | —         | 169       | 31        | —         | 33        | 98        | 45        | - RIAA: 2× Platinum - ARIA: Platinum - BPI: Gold | reputation              |
| 2018                                                                   | "Getaway Car"                             | —         | —         | —         | —         | —         | —         | —         | —         | —         | —         | - ARIA: Platinum | reputation              |
| 2019                                                                   | "Me!"                                     | 2         | 2         | 2         | 66        | 12        | 5         | 6         | 3         | 12        | 3         | - RIAA: 2× Platinum - ARIA: Platinum - BPI: Platinum - MC: Platinum - RMNZ: Gold                                                                                            | Lover                   |
| 2019                                                                   | "You Need To Calm Down"                   | 2         | 3         | 4         | 154       | 36        | 5         | 23        | 5         | 22        | 5         | - RIAA: 3× Platinum - ARIA: 2× Platinum - BPI: Gold - RMNZ: Gold | Lover                   |
| 2019                                                                   | "Lover"                                   | 10        | 3         | 7         | —         | 61        | 9         | 76        | 3         | 52        | 14        | - RIAA: 2× Platinum - ARIA: Platinum - BPI: Gold - MC: 3× Platinum - RMNZ: Gold                                                                                             | Lover                   |
| 2019                                                                   | "Beautiful Ghosts"                        | —         | —         | —         | —         | —         | —         | —         | —         | —         | —         | | Cats: The Movie Musicle |
| 2019                                                                   | "Christmas Tree Farm"                     | 59        | 96        | 55        | —         | —         | 51        | —         | —         | 99        | 71        | | Singl bez albuma        |
| "—" oznaka govori kako skladba nema podataka o poziciji na ljestvicama |                                           |           |           |           |           |           |           |           |           |           |           | |                         |

### 2020-te
| Godina                                                                 | Singl                           | Ljestvice | Ljestvice | Ljestvice | Ljestvice | Ljestvice | Ljestvice | Ljestvice | Ljestvice | Ljestvice | Ljestvice | Certifikacije                                                                                     | Album                       |
| Godina                                                                 | Singl                           | US        | AUS       | CAN       | FRA       | GER       | IRE       | JPN       | NZ        | SWI       | UK        | Certifikacije                                                                                     | Album                       |
| ---------------------------------------------------------------------- | ------------------------------- | --------- | --------- | --------- | --------- | --------- | --------- | --------- | --------- | --------- | --------- | ------------------------------------------------------------------------------------------------- | --------------------------- |
| 2020                                                                   | "The Man"                       | 23        | 17        | 21        | —         | —         | 16        | —         | 15        | 80        | 21        | - RIAA: Platinum - BPI: Silver                                                                    | Lover                       |
| 2020                                                                   | "cardigan"                      | 1         | 1         | 3         | 138       | 67        | 4         | 94        | 2         | 51        | 6         | - MC: Platinum                                                                                    | folklore                    |
| 2020                                                                   | "exile"                         | 6         | 3         | 6         | —         | —         | 3         | —         | 5         | 48        | 8         | - RIAA: Gold - MC: Platinum                                                                       | folklore                    |
| 2020                                                                   | "betty"                         | 42        | 22        | 32        | —         | —         | 88        | —         | —         | —         | —         | - MC: Gold                                                                                        | folklore                    |
| 2020                                                                   | "the 1"                         | 4         | 4         | 7         | —         | —         | 7         | —         | 7         | 92        | 10        |                                                                                                   | folklore                    |
| 2020                                                                   | "willow"                        | —         | —         | —         | —         | —         | —         | —         | —         | —         | —         |                                                                                                   | evermore                    |
| 2021                                                                   | "no body, no crime"             | 34        | 16        | 11        |           |           | 11        |           | 29        |           | 19        |                                                                                                   | evermore                    |
| 2021                                                                   | "coney island"                  | 63        | 42        | 32        | —         | —         | —         | —         | —         | —         | —         |                                                                                                   | evermore                    |
| 2021                                                                   | "Love Story (Taylor's Version)" | 11        | 21        | 7         | —         | —         | 7         | —         | 18        | —         | 12        |                                                                                                   | Fearless (Taylor's Version) |
| 2021                                                                   | "Mr. Perfectly Fine"            | 30        | 19        | —         | 23        | —         | 15        | 25        | —         | 30        | 19        |                                                                                                   | Fearless (Taylor's Version) |
| 2021                                                                   | "I Bet You Think About Me"      | 22        | 43        | —         | 17        | —         | —         | —         | —         | —         | 22        |                                                                                                   | Red (Taylor's Version)      |
| 2021                                                                   | "Message in a Bottle"           | 45        | 33        | —         | 32        | —         | —         | —         | —         | —         | 50        |                                                                                                   | Red (Taylor's Version)      |
| 2022                                                                   | "Anti-Hero"                     | 1         | 1         | 6         | 1         | 7         | 1         | 1         | 6         | 1         | 1         | - ARIA: Platinum - BPI: Platinum - BVMI: Gold - IFPI AUT: Gold - MC: 2× Platinum - RMNZ: Platinum | Midnights                   |
| 2022                                                                   | "Lavender Haze"                 | 2         | 2         | 15        | 2         | 71        | 2         | 2         | 18        | 3         | 2         | - ARIA: Gold - BPI: Gold - MC: Platinum - RMNZ: Gold                                              | Midnights                   |
| 2023                                                                   | "Karma" solo ili ft. Ice Spice  | 2         | 2         | —         | 4         | —         | 8         | 9         | —         | 12        | 6         | - MC: Platinum - RMNZ: Gold                                                                       | Midnights                   |
| "—" oznaka govori kako skladba nema podataka o poziciji na ljestvicama |                                 |           |           |           |           |           |           |           |           |           |           |                                                                                                   |                             |

## Promotivni singlovi
| Godina                                                                 | Singl                                    | Ljestvice | Ljestvice | Ljestvice | Ljestvice | Ljestvice | Ljestvice | Ljestvice | Ljestvice | Ljestvice | Ljestvice               | Album                                        |
| Godina                                                                 | Singl                                    | US        | AUS       | CAN       | FRA       | GER       | IRE       | JPN       | NZ        | SWI       | UK                      | Album                                        |
| ---------------------------------------------------------------------- | ---------------------------------------- | --------- | --------- | --------- | --------- | --------- | --------- | --------- | --------- | --------- | ----------------------- | -------------------------------------------- |
| 2007                                                                   | "Silent Night"                           | —         | —         | —         | —         | —         | —         | —         | —         | —         | —                       | The Taylor Swift Holiday Collection          |
| 2007                                                                   | "Christmases When You Were Mine"         | —         | —         | —         | —         | —         | —         | —         | —         | —         | —                       | The Taylor Swift Holiday Collection          |
| 2007                                                                   | "Christmas Must Be Something More"       | —         | —         | —         | —         | —         | —         | —         | —         | —         | —                       | The Taylor Swift Holiday Collection          |
| 2008                                                                   | "I Heart ?"                              | —         | —         | —         | —         | —         | —         | —         | —         | —         | —                       | Beautiful Eyes                               |
| 2008                                                                   | "You're Not Sorry"                       | 11        | —         | 11        | —         | —         | —         | —         | —         | —         | —                       | Fearless                                     |
| 2009                                                                   | "Crazier"                                | 17        | 57        | 67        | —         | —         | —         | —         | —         | —         | 100                     | Hannah Montana: The Movie                    |
| 2009                                                                   | "The Best Day"                           | —         | —         | —         | —         | —         | —         | —         | —         | —         | —                       | Fearless                                     |
| 2009                                                                   | "American Girl"                          | —         | —         | —         | —         | —         | —         | —         | —         | —         | —                       | Promotivni singl bez albuma                  |
| 2010                                                                   | "Speak Now"                              | 8         | 20        | 8         | —         | —         | —         | —         | 34        | —         | —                       | Speak Now                                    |
| 2011                                                                   | "Enchanted"                              | 75        | —         | 95        | —         | —         | —         | —         | —         | —         | —                       | Speak Now                                    |
| 2011                                                                   | "If This Was a Movie"                    | 10        | —         | 17        | —         | —         | —         | —         | —         | —         | 191                     | Speak Now                                    |
| 2011                                                                   | "Superman"                               | 26        | —         | 82        | —         | —         | —         | —         | —         | —         | —                       | Speak Now                                    |
| 2012                                                                   | "State of Grace"                         | 13        | 44        | 9         | —         | —         | 43        | —         | 20        | —         | 36                      | Red                                          |
| 2014                                                                   | "Welcome to New York"                    | 48        | 23        | 19        | 27        | 85        | 55        | 80        | 6         | —         | 39                      | 1989                                         |
| 2015                                                                   | "Wonderland"                             | 51        | 84        | 59        | —         | —         | —         | —         | —         | —         | 171                     | 1989                                         |
| 2015                                                                   | "You Are in Love"                        | 83        | —         | 99        | —         | —         | —         | —         | —         | —         | —                       | 1989                                         |
| 2017                                                                   | "Call It What You Want"                  | 27        | 16        | 24        | —         | 76        | 44        | —         | 34        | —         | 29                      | reputation                                   |
| 2019.                                                                  | "The Archer"                             | 38        | 19        | 41        | —         | —         | 31        | —         | 28        | —         | 43                      | Lover                                        |
| 2020                                                                   | "Only the Young"                         | 50        | 31        | 57        | —         | —         | 40        | —         | —         | —         | 57                      | Promotivni singl bez albuma                  |
| 2021                                                                   | "You All Over Me"                        | 51        | 34        | —         | 29        | —         | 35        | —         | —         | —         | 52                      | Fearless (Taylor's Version)                  |
| 2021                                                                   | "The Lakes"                              | —         | —         | —         | —         | —         | —         | —         | —         | —         | —                       | Folklore                                     |
| 2021                                                                   | "Wildest Dreams (Taylor's Version)"      | 37        | 28        | —         | 30        | —         | 15        | —         | 30        | —         | 25                      | 1989 (Taylor's Version)                      |
| 2021                                                                   | "All Too Well (10 Minute Version)"       | 1         | 1         | —         | 1         | —         | 1         | —         | 1         | —         | 3                       | Red (Taylor's Version)                       |
| 2022                                                                   |                                          |           |           |           |           |           |           |           |           |           |                         |                                              |
| "This Love (Taylor's Version)"                                         | 50                                       | 23        | —         | 30        | —         | 26        | —         | 40        | —         | 42        | 1989 (Taylor's Version) |                                              |
| "Carolina"                                                             | 60                                       | 62        | —         | 49        | —         | 42        | —         | —         | —         | 63        | Where the Crawdads Sing |                                              |
| "Bejeweled"                                                            | 6                                        | 7         | —         | —         | 9         | —         | —         | —         | 8         | —         | Midnights               |                                              |
| "Question...?"                                                         | 7                                        | 11        | —         | —         | —         | —         | —         | —         | —         | 11        | Midnights               |                                              |
| 2023                                                                   | "All of the Girls You Loved Before"      | 12        | 15        | —         | 12        | 9         | —         | 13        | —         | 11        | 10                      | The More Lover Chapter                       |
| 2023                                                                   | "If This Was a Movie (Taylor's Version)" | —         | —         | —         | —         | —         | —         | —         | —         | —         | —                       | The More Fearless (Taylor's Version) Chapter |
| 2023                                                                   | "Eyes Open (Taylor's Version)"           | —         | —         | —         | —         | —         | —         | —         | —         | —         | —                       | The More Red (Taylor's Version) Chapter      |
| 2023                                                                   | "Safe & Sound (Taylor's Version)"        | —         | —         | —         | —         | —         | —         | —         | —         | —         | —                       | The More Red (Taylor's Version) Chapter      |
| "—" oznaka govori kako skladba nema podataka o poziciji na ljestvicama |                                          |           |           |           |           |           |           |           |           |           |                         |                                              |

## Ostale skladbe

### 2000-te
| Godina | Skladba                      | Album        | Pozicija na albumu |
| ------ | ---------------------------- | ------------ | ------------------ |
| 2006   | "A Place in This World"      | Taylor Swift | 4                  |
| 2006   | "Cold As You"                | Taylor Swift | 5                  |
| 2006   | "The Outside"                | Taylor Swift | 6                  |
| 2006   | "Tied Together with a Smile" | Taylor Swift | 7                  |
| 2006   | "Stay Beautiful"             | Taylor Swift | 8                  |
| 2006   | "Mary's Song"                | Taylor Swift | 10                 |
| 2008   | "Hey Stephen"                | Fearless     | 4                  |
| 2008   | "Tell Me Why"                | Fearless     | 8                  |
| 2008   | "The Way I Loved You"        | Fearless     | 10                 |
| 2008   | "Forever & Always"           | Fearless     | 11                 |
| 2008   | "The Best Day"               | Fearless     | 12                 |

### 2010.-te
| Godina | Skladba                                 | Album      | Pozicija na albumu |
| ------ | --------------------------------------- | ---------- | ------------------ |
| 2010   | "Dear John"                             | Speak Now  | 5                  |
| 2010   | "Never Grow Up"                         | Speak Now  | 8                  |
| 2010   | "Better than Revenge"                   | Speak Now  | 10                 |
| 2010   | "Innocent"                              | Speak Now  | 11                 |
| 2010   | "Haunted"                               | Speak Now  | 12                 |
| 2010   | "Last Kiss"                             | Speak Now  | 13                 |
| 2012   | "Treacherous"                           | Red        | 3                  |
| 2012   | "All Too Well"                          | Red        | 5                  |
| 2012   | "I Almost Do"                           | Red        | 7                  |
| 2012   | "Stay Stay Stay"                        | Red        | 9                  |
| 2012   | "Holy Ground"                           | Red        | 11                 |
| 2012   | "Sad Beautiful Tragic"                  | Red        | 12                 |
| 2012   | "The Lucky One"                         | Red        | 13                 |
| 2012   | "Starlight"                             | Red        | 15                 |
| 2014   | "All You Had to Do Was Stay"            | 1989       | 5                  |
| 2014   | "I Wish You Would"                      | 1989       | 7                  |
| 2014   | "How You Get the Girl"                  | 1989       | 10                 |
| 2014   | "This Love"                             | 1989       | 11                 |
| 2014   | "I Know Places"                         | 1989       | 12                 |
| 2014   | "Clean"                                 | 1989       | 13                 |
| 2017   | "Don't Blame Me"                        | reputation | 4                  |
| 2017   | "So It Goes..."                         | reputation | 7                  |
| 2017   | "King of My Heart"                      | reputation | 10                 |
| 2017   | "Dancing with Our Hands Tied"           | reputation | 11                 |
| 2017   | "Dress"                                 | reputation | 12                 |
| 2017   | "This Is Why We Can't Have Nice Things" | reputation | 13                 |
| 2019   | "I Forgot That You Existed"             | Lover      | 1                  |
| 2019   | "Cruel Summer"                          | Lover      | 2                  |
| 2019   | "I Think He Knows"                      | Lover      | 6                  |
| 2019   | "Miss Americana & the Heartbreak Prince | Lover      | 7                  |
| 2019   | "Paper Rings"                           | Lover      | 8                  |
| 2019   | "Cornelia Street"                       | Lover      | 9                  |
| 2019   | "Death by a Thousand Cuts"              | Lover      | 10                 |
| 2019   | "London Boy"                            | Lover      | 11                 |
| 2019   | "Soon You'll Get Better"                | Lover      | 12                 |
| 2019   | "False God"                             | Lover      | 13                 |
| 2019   | "Afterglow"                             | Lover      | 15                 |
| 2019   | "It's Nice to Have a Friend"            | Lover      | 17                 |
| 2019   | "Daylight"                              | Lover      | 18                 |

### 2020-te
| Godina                                       | Skladba                                                      | Album                       | Pozicija na albumu |
| -------------------------------------------- | ------------------------------------------------------------ | --------------------------- | ------------------ |
| 2020                                         | "the last great american dynasty"                            | folklore                    | 3                  |
| 2020                                         | "my tears ricochet"                                          | folklore                    | 5                  |
| 2020                                         | "mirrorball"                                                 | folklore                    | 6                  |
| 2020                                         | "seven"                                                      | folklore                    | 7                  |
| 2020                                         | "august"                                                     | folklore                    | 8                  |
| 2020                                         | "this is me trying"                                          | folklore                    | 9                  |
| 2020                                         | "illicit affairs"                                            | folklore                    | 10                 |
| 2020                                         | "invisible string"                                           | folklore                    | 11                 |
| 2020                                         | "mad woman"                                                  | folklore                    | 12                 |
| 2020                                         | "epiphany"                                                   | folklore                    | 13                 |
| 2020                                         | "peace"                                                      | folklore                    | 15                 |
| 2020                                         | "hoax"                                                       | folklore                    | 16                 |
| 2020                                         | "champagne problems"                                         | evermore                    | 2                  |
| 2020                                         | "gold rush"                                                  | evermore                    | 3                  |
| 2020                                         | "'tis the damn season"                                       | evermore                    | 4                  |
| 2020                                         | "tolerate it"                                                | evermore                    | 5                  |
| 2020                                         | "happiness                                                   | evermore                    | 7                  |
| 2020                                         | "dorothea"                                                   | evermore                    | 8                  |
| 2020                                         | "ivy"                                                        | evermore                    | 10                 |
| 2020                                         | "cowboy like me"                                             | evermore                    | 11                 |
| 2020                                         | "long story short"                                           | evermore                    | 12                 |
| 2020                                         | "marjorie"                                                   | evermore                    | 13                 |
| 2020                                         | "closure"                                                    | evermore                    | 14                 |
| 2020                                         | "evemore"                                                    | evermore                    | 15                 |
| 2020                                         | "right where you left me"                                    | evermore                    | 16                 |
| 2020                                         | "it's time to go"                                            | evermore                    | 17                 |
| 2021                                         | "Fearless" (Taylor's Version)                                | Fearless (Taylor's Version) | 1                  |
| 2021                                         | "Fifteen" (Taylor's Version)                                 | Fearless (Taylor's Version) | 2                  |
| 2021                                         | "Hey Stephen" (Taylor's Version)                             | Fearless (Taylor's Version) | 4                  |
| 2021                                         | "White Horse" (Taylor's Version)                             | Fearless (Taylor's Version) | 5                  |
| 2021                                         | "You Belong with Me" (Taylor's Version)                      | Fearless (Taylor's Version) | 6                  |
| 2021                                         | "Breathe" (Taylor's Version) (featuring Colbie Caillat)      | Fearless (Taylor's Version) | 7                  |
| 2021                                         | "Tell Me Why" (Taylor's Version)                             | Fearless (Taylor's Version) | 8                  |
| 2021                                         | "You're Not Sorry" (Taylor's Version)                        | Fearless (Taylor's Version) | 9                  |
| 2021                                         | "The Way I Loved You" (Taylor's Version)                     | Fearless (Taylor's Version) | 10                 |
| 2021                                         | "Forever & Always" (Taylor's Version)                        | Fearless (Taylor's Version) | 11                 |
| 2021                                         | "The Best Day" (Taylor's Version)                            | Fearless (Taylor's Version) | 12                 |
| 2021                                         | "Change" (Taylor's Version)                                  | Fearless (Taylor's Version) | 13                 |
| 2021                                         | "Jump Then Fall" (Taylor's Version)                          | Fearless (Taylor's Version) | 14                 |
| 2021                                         | "Untouchable" (Taylor's Version)                             | Fearless (Taylor's Version) | 15                 |
| 2021                                         | "Forever & Always" (Taylor's Version) (piano version)        | Fearless (Taylor's Version) | 16                 |
| 2021                                         | "Come in with the Rain" (Taylor's Version)                   | Fearless (Taylor's Version) | 17                 |
| 2021                                         | "Superstar" (Taylor's Version)                               | Fearless (Taylor's Version) | 18                 |
| 2021                                         | "The Other Side of the Door" (Taylor's Version)              | Fearless (Taylor's Version) | 19                 |
| 2021                                         | Today Was a Fairytale" (Taylor's Version)                    | Fearless (Taylor's Version) | 20                 |
| 2021                                         | "We Were Happy" (Taylor's Version)                           | Fearless (Taylor's Version) | 23                 |
| 2021                                         | "That's When" (Taylor's Version)                             | Fearless (Taylor's Version) | 24                 |
| 2021                                         | "Don't You" (Taylor's Version)                               | Fearless (Taylor's Version) | 25                 |
| 2021                                         | "Bye Bye Baby" (Taylor's Version)                            | Fearless (Taylor's Version) | 26                 |
| 2021                                         | "State of Grace" (Taylor's Version)                          | Red (Taylor's Version)      | 1                  |
| 2021                                         | "Red" (Taylor's Version)                                     | Red (Taylor's Version)      | 2                  |
| 2021                                         | "Treacherous" (Taylor's Version)                             | Red (Taylor's Version)      | 3                  |
| 2021                                         | "I Knew You Were Trouble" (Taylor's Version)                 | Red (Taylor's Version)      | 4                  |
| 2021                                         | "All Too Well" (Taylor's Version)                            | Red (Taylor's Version)      | 5                  |
| 2021                                         | "22" (Taylor's Version)                                      | Red (Taylor's Version)      | 6                  |
| 2021                                         | "I Almost Do" (Taylor's Version)                             | Red (Taylor's Version)      | 7                  |
| 2021                                         | "We Are Never Ever Getting Back Together" (Taylor's Version) | Red (Taylor's Version)      | 8                  |
| 2021                                         | "Stay Stay Stay" (Taylor's Version)                          | Red (Taylor's Version)      | 9                  |
| 2021                                         | "The Last Time" (Taylor's Version)                           | Red (Taylor's Version)      | 10                 |
| 2021                                         | "Holy Ground" (Taylor's Version)                             | Red (Taylor's Version)      | 11                 |
| 2021                                         | "Sad Beautiful Tragic" (Taylor's Version)                    | Red (Taylor's Version)      | 12                 |
| 2021                                         | "The Lucky One" (Taylor's Version)                           | Red (Taylor's Version)      | 13                 |
| 2021                                         | "Everything Has Changed" (Taylor's Version)                  | Red (Taylor's Version)      | 14                 |
| 2021                                         | "Starlight" (Taylor's Version)                               | Red (Taylor's Version)      | 15                 |
| 2021                                         | "Begin Again" (Taylor's Version)                             | Red (Taylor's Version)      | 16                 |
| 2021                                         | "The Moment I Knew" (Taylor's Version)                       | Red (Taylor's Version)      | 17                 |
| 2021                                         | "Come Back... Be Here" (Taylor's Version)                    | Red (Taylor's Version)      | 18                 |
| 2021                                         | "Girl At Home" (Taylor's Version)                            | Red (Taylor's Version)      | 19                 |
| 2021                                         | "State of Grace" (Acoustic Version) (Taylor's Version)       | Red (Taylor's Version)      | 20                 |
| 2021                                         | "Ronan"(Taylor's Version)                                    | Red (Taylor's Version)      | 21                 |
| 2021                                         | "Better Man" (Taylor's Version)                              | Red (Taylor's Version)      | 22                 |
| 2021                                         | "Nothing New" (Taylor's Version)                             | Red (Taylor's Version)      | 23                 |
| 2021                                         | "Babe" (Taylor's Version)                                    | Red (Taylor's Version)      | 24                 |
| 2021                                         | "Message in a Bottle" (Taylor's Version)                     | Red (Taylor's Version)      | 25                 |
| 2021                                         | "Forever Winter" (Taylor's Version)                          | Red (Taylor's Version)      | 27                 |
| 2021                                         | "Run" (Taylor's Version)                                     | Red (Taylor's Version)      | 28                 |
| 2021                                         | "The Very First Night" (Taylor's Version)                    | Red (Taylor's Version)      | 29                 |
| 2022                                         | "Maroon"                                                     | Midnights                   | 2                  |
| 2022                                         | "You're on Your Own, Kid"                                    | Midnights                   | 5                  |
| 2022                                         | Midnight Rain                                                | Midnights                   | 6                  |
| 2022                                         | Vigilante Shit                                               | Midnights                   | 8                  |
| 2022                                         | Labyrinth                                                    | Midnights                   | 10                 |
| 2022                                         | Sweet Nothing                                                | Midnights                   | 12                 |
| 2022                                         | "Mastermind "                                                | Midnights                   | 13                 |
| 2022                                         | The Great War                                                | Midnights                   | 14                 |
| 2022                                         | "Bigger Than the Whole Sky"                                  | Midnights                   | 15                 |
| 2022                                         | Paris                                                        | Midnights                   | 16                 |
| 2022                                         | High Infidelity                                              | Midnights                   | 17                 |
| 2022                                         | Glitch                                                       | Midnights                   | 18                 |
| 2022                                         | "Would've, Could've, Should've"                              | Midnights                   | 19                 |
| 2022                                         | Dear Reader                                                  | Midnights                   | 20                 |
| 2023                                         |                                                              | Midnights                   |                    |
| Hits Different                               | 21                                                           | Midnights                   |                    |
| You're Losing Me                             | 22                                                           | Midnights                   |                    |
| "Mine" (Taylor's Version)                    | Speak Now (Taylor's Version)                                 | 1                           |                    |
| "Sparks Fly" (Taylor's Version)              | Speak Now (Taylor's Version)                                 | 2                           |                    |
| "Back to December" (Taylor's Version)        | Speak Now (Taylor's Version)                                 | 3                           |                    |
| "Speak Now" (Taylor's Version)               | Speak Now (Taylor's Version)                                 | 4                           |                    |
| "Dear John" (Taylor's Version)               | Speak Now (Taylor's Version)                                 | 5                           |                    |
| "Mean" (Taylor's Version)                    | Speak Now (Taylor's Version)                                 | 6                           |                    |
| "The Story of Us" (Taylor's Version)         | Speak Now (Taylor's Version)                                 | 7                           |                    |
| "Never Grow Up" (Taylor's Version)           | Speak Now (Taylor's Version)                                 | 8                           |                    |
| "Enchanted" (Taylor's Version)               | Speak Now (Taylor's Version)                                 | 9                           |                    |
| "Better than Revenge" (Taylor's Version)     | Speak Now (Taylor's Version)                                 | 10                          |                    |
| "Innocent" (Taylor's Version)                | Speak Now (Taylor's Version)                                 | 11                          |                    |
| "Haunted" (Taylor's Version)                 | Speak Now (Taylor's Version)                                 | 12                          |                    |
| "Last Kiss" (Taylor's Version)               | Speak Now (Taylor's Version)                                 | 13                          |                    |
| "Long Live" (Taylor's Version)               | Speak Now (Taylor's Version)                                 | 14                          |                    |
| "Ours" (Taylor's Version)                    | Speak Now (Taylor's Version)                                 | 15                          |                    |
| "Superman" (Taylor's Version)                | Speak Now (Taylor's Version)                                 | 16                          |                    |
| "Electric Touch" (Taylor's Version)          | Speak Now (Taylor's Version)                                 | 17                          |                    |
| "When Emma Falls in Love" (Taylor's Version) | Speak Now (Taylor's Version)                                 | 18                          |                    |
| "I Can See You" (Taylor's Version)           | Speak Now (Taylor's Version)                                 | 19                          |                    |
| "Castles Crumbling" (Taylor's Version)       | Speak Now (Taylor's Version)                                 | 20                          |                    |
| "Foolish One" (Taylor's Version)             | Speak Now (Taylor's Version)                                 | 21                          |                    |
| "Timeless" (Taylor's Version)                | Speak Now (Taylor's Version)                                 | 22                          |                    |